# Boschstraatkwartier
Le Boschstraatkwartier (en maastrichtois « Boschstraotkerteer ») est un quartier de Maastricht situé dans l’arrondissement de Maastricht-Centre.

## Toponymie
Le Boschstraatkwartier tire son nom de la Boschstraat, la route la plus fréquentée en direction de Bois-le-Duc.

## Géographie
Le quartier est situé dans la partie nord du centre de Maastricht et est bordé la base du Noorderbrug dans le nord, par la Meuse à l'est, la Gubbelstraat et le Markt (marché) au sud et la Boschstraat à l'ouest. Le quartier est adjacent à trois autres quartiers : le Binnenstad au sud, le Statenkwartier à l'ouest et Boschpoort au nord.
La zone se compose généralement de trois parties :
- le quartier résidentiel de Boschstraat-Oost, aussi appelé le Havezathe appelé projet de Rotterdam, datant des années soixante.
- le nord du district industriel autour du Bassin et du Franssensingel, qui est en partie réaménagé dans le cadre du « projet Belvédère ».
- la bande entre Van Hasseltkade et la Meuse peut être considérée comme un secteur à part, puisque l'infrastructure ici seulement regroupe de grands immeubles de bureaux et le Landbouwbelang  (y compris le Maasboulevard, et le quai Wilhelmina). Un projet de réaménagement concerne la zone.

## Histoire
La majeure partie du quartier (au nord du Kleine Gracht) était situé à l’extérieur des premiers remparts médiévaux et fut intégré à Maastricht lors de la construction des deuxièmes remparts médiévaux du XIVe siècle. L'église Saint Mathieu a été construite vers 1350. Une chapelle était cependant déjà mentionnée dans cette partie de la ville. La zone semble par conséquent avoir été partiellement construite avant que les fortifications ne s'étendent autour d'elle. La partie la plus au nord du quartier (au nord du Franssensingel) était à l’extérieur de ces seconds remparts.
À la fin du Moyen Âge, de nombreux tisserands se trouvaient dans le quartier. Deux monastère s'y trouvaient également, celui des Antonins et celui de l’Ordre Teutonique (Nieuwe Biesen). Le monastère des Antonins a été démoli pour la construction d'un bassin portuaire. Une partie d'un mur du monastère de l'Ordre Teutonique fut conservés dans un des bâtiments de l'usine de papier royale des Pays-Bas.
En 1826, le bassin portuaire ouvrit. Il était le terminus du canal du Zuid-Willemsvaart. Un an plus tard, Petrus Regout déplaça sont usines de lunettes de Jodenstraat à Boschstraat, où la société s'est développé rapidement. Cela conduisit à une transformation du quartier. Beaucoup de travailleurs des usines de Regout (pottemennekes) vivaient entassés dans de petites maisons dans ce quartier. Des dizaines de familles vivaient ensemble dans une petite voire deux chambres à coucher dans un bâtiment appelé Cité Ouvrière, construit par Regout à Sint Teunisstraat.

## Population et société

### Commerces
La plupart des magasins sont situés sur Boschstraat et dans la partie nord du Mosae Forum. La plupart des restaurants sont sur le Mark, dont seule la face nord fait partie de la Boschstraatkwartier, et dans les caves voûtées du bassin.

### Transports
Le Boschstraatkwartier est facilement accessible par les transports publics. La plupart des bus Veolia de la ville et certains bus ont des arrêts sur le Maasboulevard, la Gubbelstraat et Boschstraat. À l'avenir, le tram Hasselt-Maastricht, qui passera probablement par le Maasboulevard et le pont Wilhelmina, va rendre le quartier encore plus accessible. La partie nord du Boschstraatkwartier est traversée par la ligne de chemin de fer Hasselt - Maastricht. Cette voie n’est plus en usage depuis 1954 pour les passagers mais est de nouveau utilisée pour les marchandises (par Sappi) depuis 2008.

### Développements futurs
Le nord du quartier est inclus dans le cadre du projet Belvédère.

## Culture et patrimoine

### Institutions culturelles
Un certain nombre d'institutions culturelles sont en projet dans l'ancienne Timmerfabriek du Koninklijke Sphinx notamment un grand hôtel ou un théâtre.

### Patrimoine architectural
De nombreux bâtiments anciens et modernes se trouvent dans le quartier. Parmi les exemples de bâtiments ancien se trouvent ceux du projet Havezathe. La rue Boschstraat possède de nombreux bâtiments historiques, y compris l'église gothique Saint-Matthias (aussi connu sous le nom de Saint-Matthieu) et le Refuge de Hocht. Sur le Van Hasseltkade, le Kleine Gracht et le Markt se trouvent de nombreux bâtiments du XVIIIe siècle.
Le plan Havezathe ou Boschstraat-Est conduisit à la construction d'un véritable espace résidentiel composé en grande partie d'immeubles d'habitation ainsi que d'espaces à circulation réduite. Ces habitations sont construites dans le style typique des années 1970 et 1980.
Au nord se trouve le Bassin, l'ancien port de Maastricht. Dans la mise en œuvre du plan Havezathe, il était prévu que le mur ouest du bassin soit démoli. Après les protestations le mur sud du bassin est resté épargné. L'entrepôt Maastrichtsch Veem, de 1860, fut notamment épargné. Une écluse et un pont à bascule de 1850 sont aussi conservés. Pendant ce temps, autour du Bassin, un quartier nautique animé s'est développé.
Près du Bassin se trouve aussi l'usine de papier Sappi, populairement appelé « KNP » (Koninklijke Nederlandse Papierfabriek), qui est la seule usine restante dans le centre de Maastricht. Le grand bâtiment blanc date de 1851.
En matière d'architecture moderne, le quartier compte aussi un immeuble de bureaux blanc de Jo Coenen sur le quai Wilhelmina et la partie nord du Mosae Forum sur la Gubbelstraat (du même architecte).

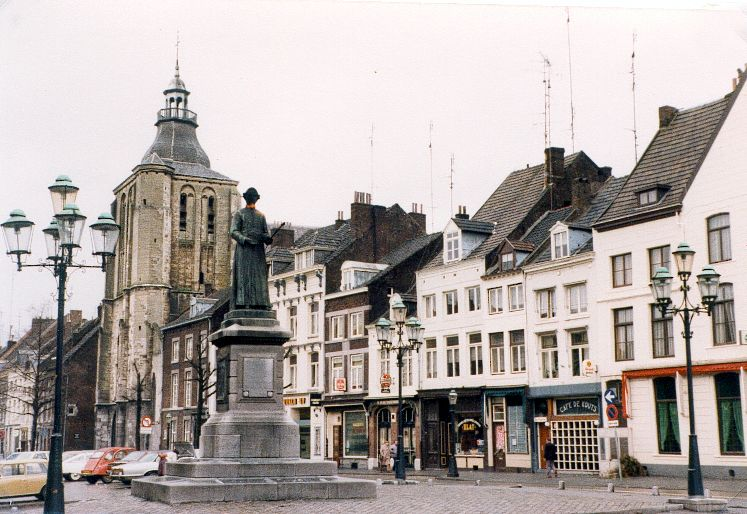
La Boschstraat avec l'église Saint-Matthias.
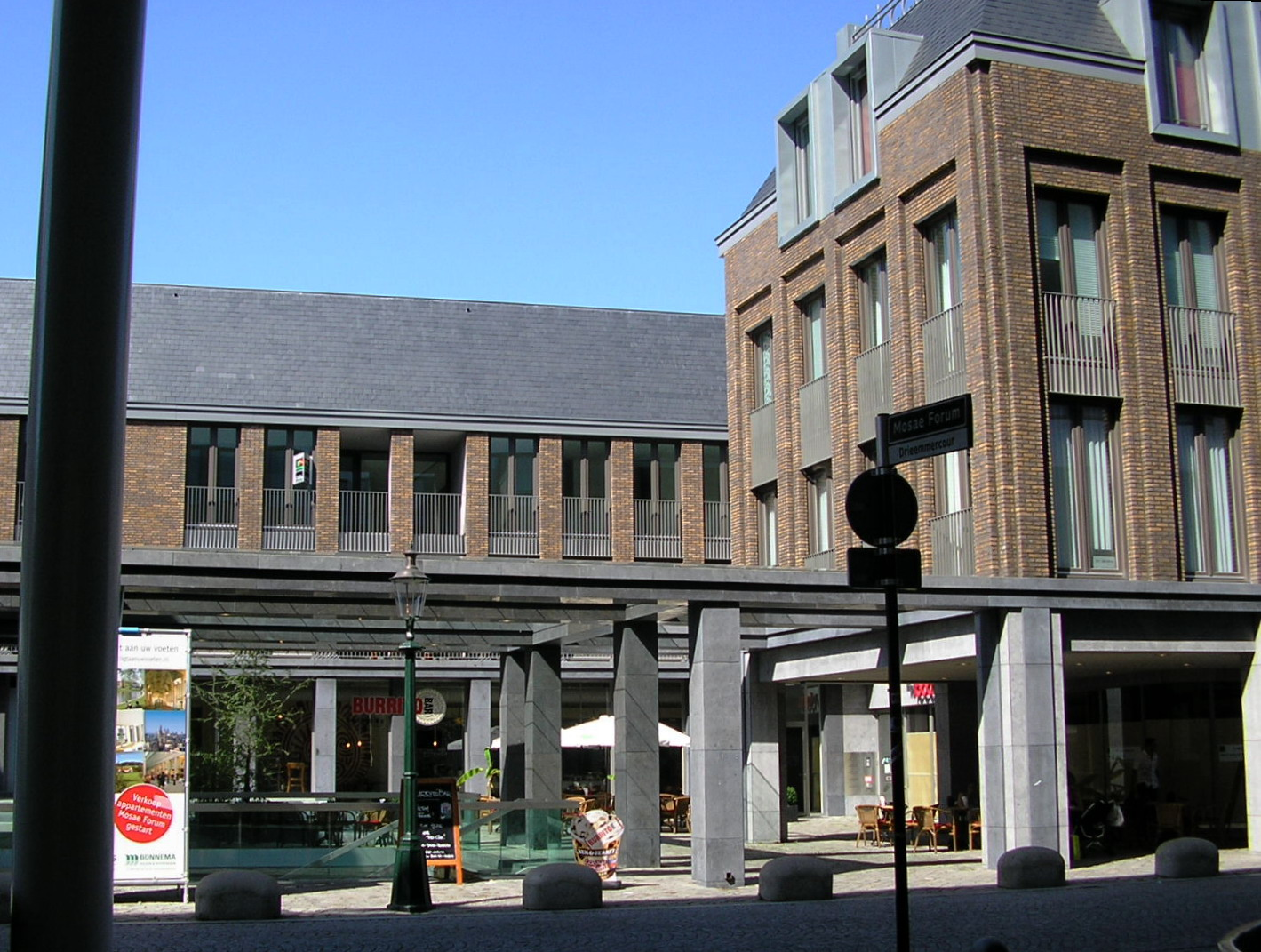
Gubbelstraat avec le Mosae Forum.
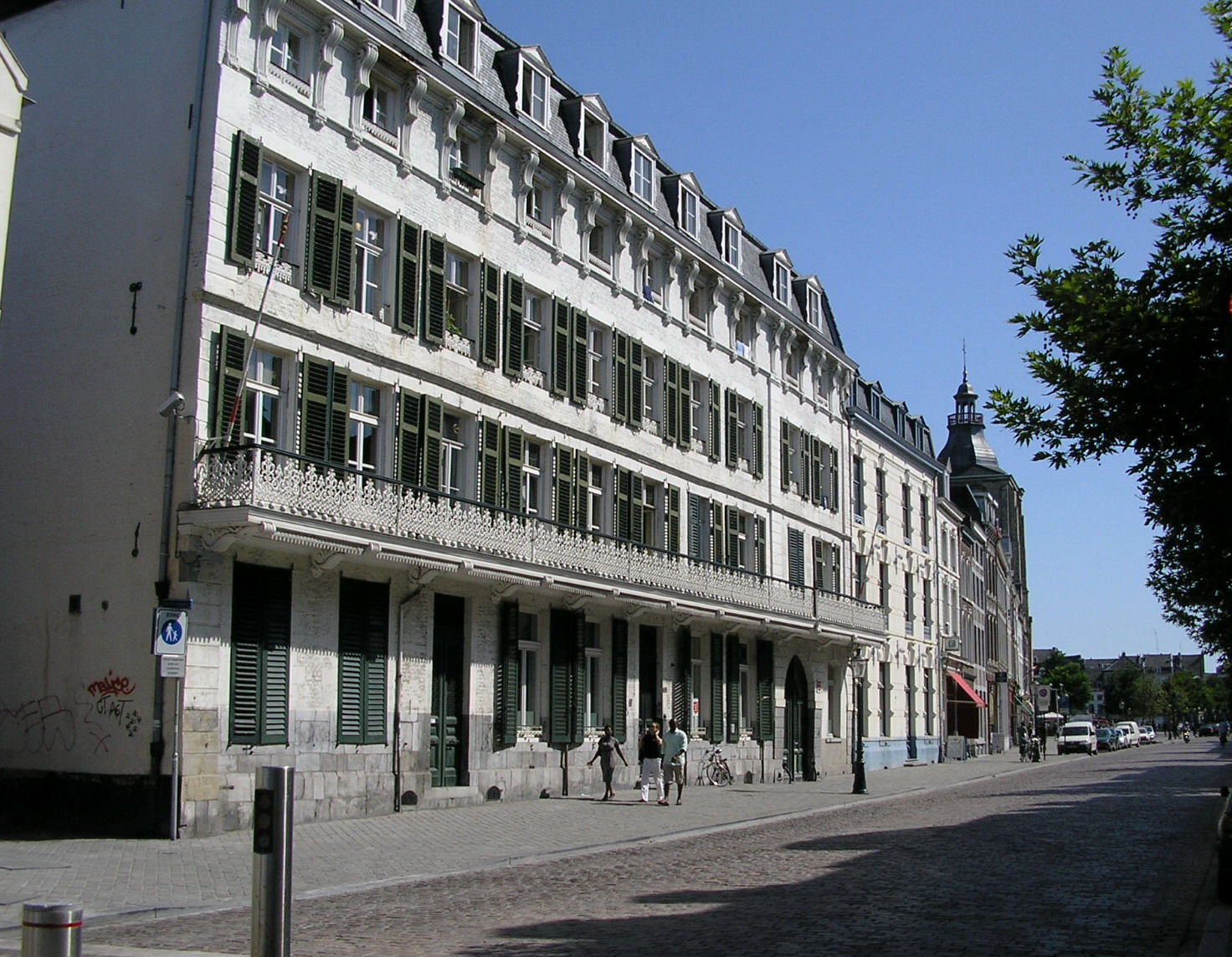
Boschstraat avec le Refuge de Hocht.
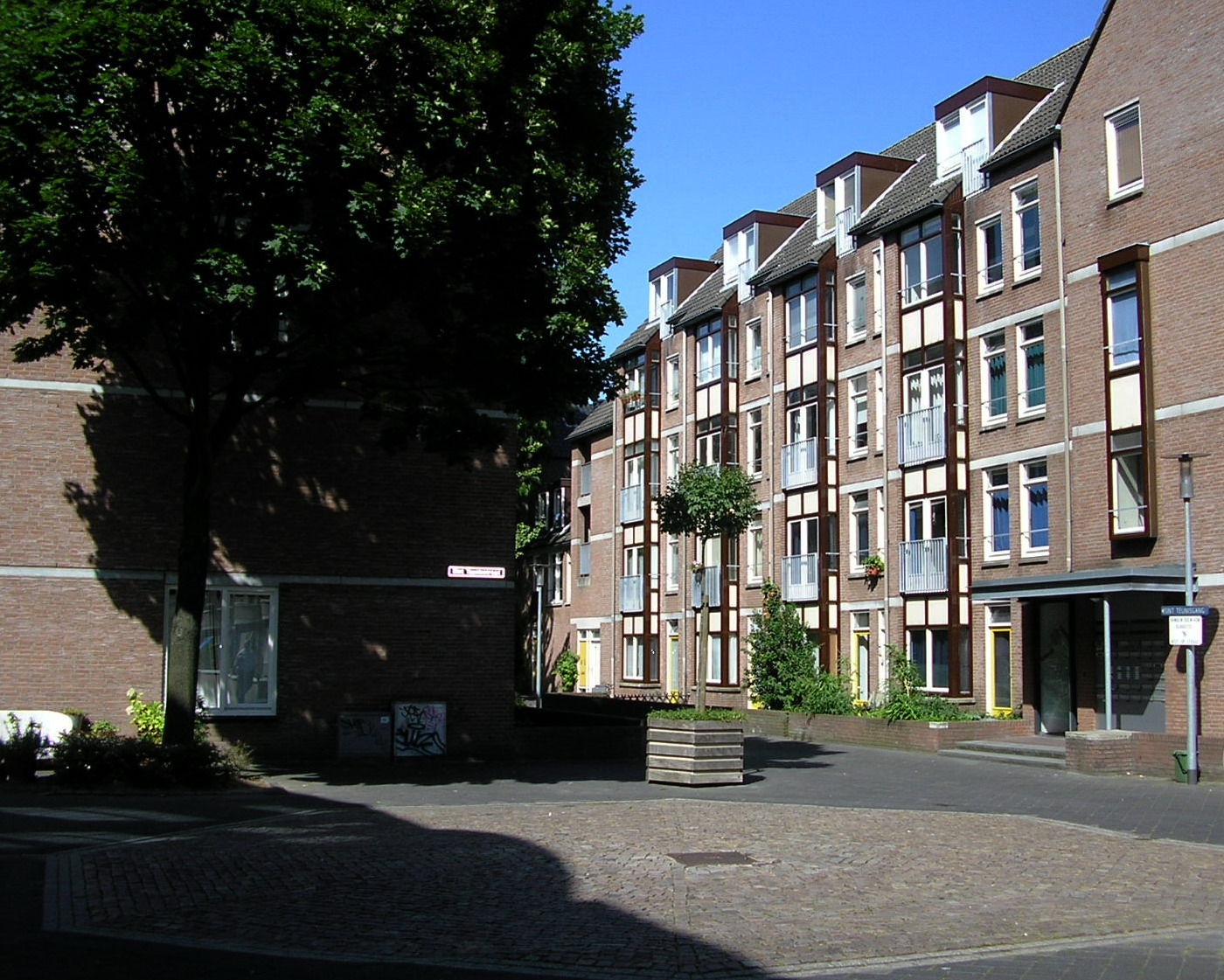
Boschstraat-Est ('Havezathe).
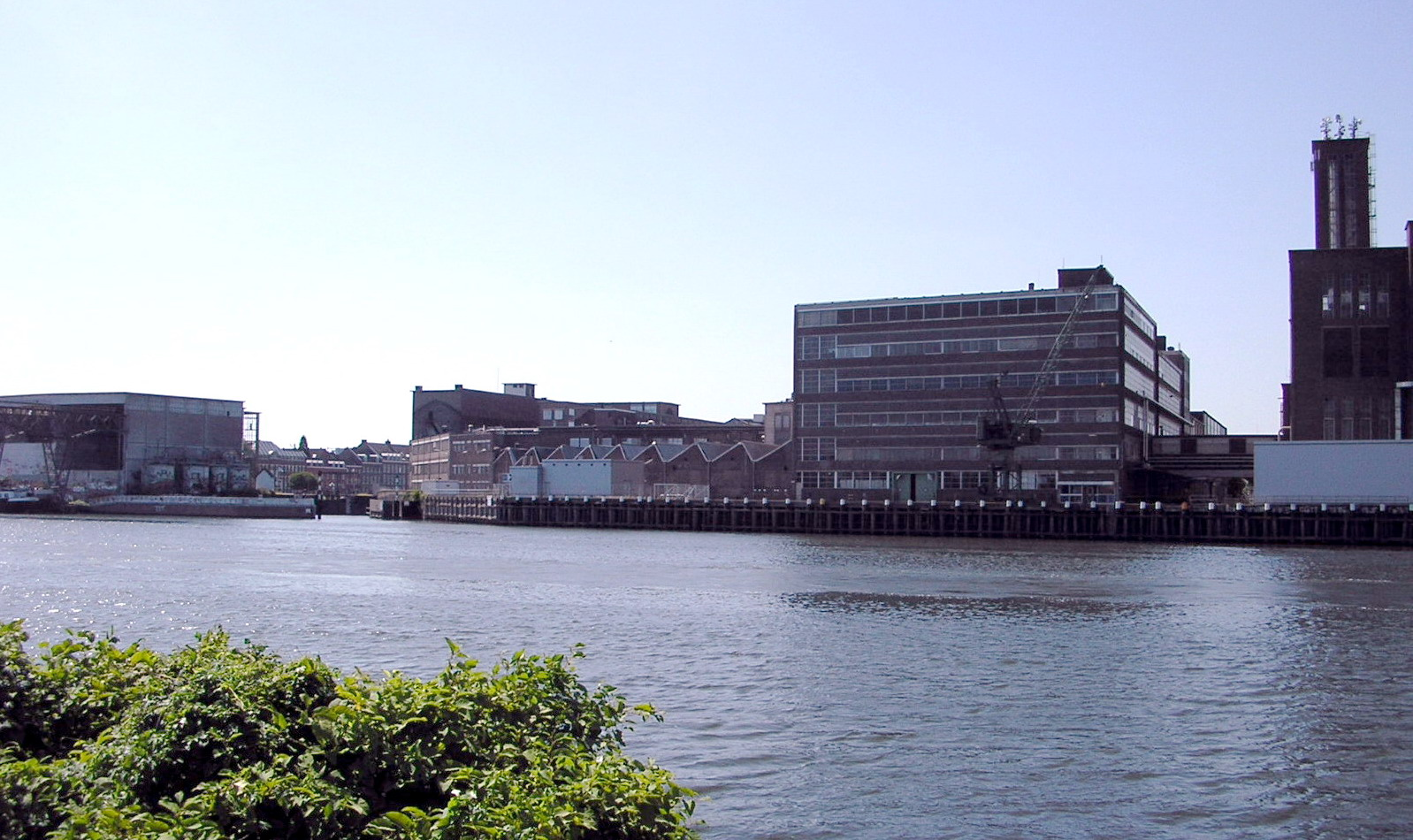
Sappi depuis l'autre rive de la Meuse.